# Harzgau
Der Harzgau, auch Hartingau, war eine mittelalterliche Gaugrafschaft im Harz, zu der auch die Stadt Halberstadt im Nordosten gehörte.
Grafen im Harzgau waren:
- Friedrich I., Graf im Harzgau 875/880
- Friedrich II., Graf im Harzgau 937 und 945, Sohn Friedrichs I.
- Volkmar I., Graf im Harzgau († vor 961), wohl Sohn Friedrichs II.
- Friedrich III., Graf im Harzgau, Sohn Volkmars I.
- Volkmar II. († 1015), Graf im Harzgau, Bruder oder Sohn Friedrichs III.
- Thietmar, Graf im Harzgau und Nordthüringgau, † 3. Oktober 959
- Friedrich († Juli 1002/15. März 1003), 995 bis 996 Pfalzgraf in Sachsen, Graf im Harzgau und Nordthüringgau
- Liutger, 1013 Graf, 1021 Graf im Harzgau, 1013 bis 1031 bezeugt (Supplinburger)
- Bernhard († vor 1069), 1052 Graf im Harzgau und Derlingau sowie in Nordthüringen, 1043 bis 1062 bezeugt, wohl Enkel Liutgers
- Gebhard von Süpplingenburg († 9. Juni 1075 in der Schlacht bei Homburg an der Unstrut), 1052 Graf im Harzgau, Sohn Bernhards

Im Verlauf des Mittelalters setzten sich die Grafen von Regenstein in diesem Raum durch.